# شوایزر فرنسهن
شوایزر فرنسهن (انگلیسی: Schweizer Fernsehen) شرکت رسانه‌ای سوئیسی است، که در سال ۱۹۵۸ تأسیس شد.